# Jutta Rebmann
Jutta Rebmann (* 24. April 1943 in Lübeck) ist eine deutsche Schriftstellerin und Publizistin.

## Biografie
Nach den ersten Berufsjahren als Buchhändlerin und Antiquarin verbrachte sie ein Jahr auf einem Schloss bei Versailles als Mutterersatz bei vier kleinen Kindern. Zurückgekehrt nach Deutschland verdiente sie sich erste literarische Sporen als Werbeleiterin in einem schwäbischen Jugendbuchverlag. Daneben begann sie mit dem Schreiben von Kurzgeschichten und Reportagen, die in zahlreichen Zeitungen und Publikationen des ganzen Bundesgebietes erschienen sind. Gleichzeitig trat die Autorin mit Vorträgen und Lesungen in zahlreichen deutschen Städten hervor.
Den verblassenden Lebensspuren bedeutender Frauengestalten nachzuspüren und deren wertvolles Wirken in Erinnerung zu rufen ist ein Abenteuer, das die Autorin immer wieder von Neuem wagt.
Für ihr erzählerisches Werk wurde die Schriftstellerin im Jahre 2004 mit dem Kulturpreis der Stadt Böblingen ausgezeichnet.

## Werke
- 1989: Die schöne Friederike – eine Schwäbin im Biedermeier
- 1991: Fanny Mendelssohn: Biographischer Roman
- 1993: Julie Gundert – Missionarin in Indien und Großmutter Hermann Hesses
- 1994: Angelika Kauffmann – Gefeierte Malerin im Europa des 18. Jahrhunderts
- 1997: Frauenwege in Böblingen. Frauenporträts aus 7 Jahrhunderten (mit Walter Rebmann)
- 1998: Die Prinzessin: Der Weg der Antonia von Württemberg im Dreißigjährigen Krieg.
- 1999: Frauen machen Geschichte(n)
- 2001: Als Frau in die Luft ging. Die Geschichte der frühen Pilotinnen
- 2002: Friederike Robert. In: Irina Hundt (Hrsg.): Vom Salon zur Barrikade. Frauen der Heinezeit
- 2006: Fürstinnen aus Italien im Hause Württemberg
- 2008: Mechthild – Fürstin im Spätmittelalter